# Шампињи (Марна)
Шампињи (фр. Champigny) насеље је и општина у североисточној Француској у региону Шампањ-Арден, у департману Марна која припада префектури Ремс.
По подацима из 2011. године у општини је живело 1352 становника, а густина насељености је износила 301,11 становника/km². Општина се простире на површини од 4,49 km². Налази се на средњој надморској висини од 74 метара.

## Демографија
| 1962. | 1968. | 1975. | 1982. | 1990. | 1999. | 2011. |
| ----- | ----- | ----- | ----- | ----- | ----- | ----- |
| 490   | 536   | 478   | 764   | 887   | 946   | 1.352 |

График промене броја становника у току последњих година